# Fool bar
Fool bar is het derde studio-album van de Nederlandse singer-songwriter Douwe Bob. Het album werd door Universal Music uitgebracht op 6 mei 2016 en bevat onder andere de single Slow down, waarmee Nederland werd vertegenwoordigd op het Eurovisiesongfestival 2016. De productie van het album was in handen van Matthijs van Duijvenbode en Kasper Frenkel.

## Achtergrond
Op 5 maart 2016 werd Slow down als eerste single van het album uitgebracht, nadat op 20 september 2015 bekend werd gemaakt dat Douwe Bob voor Nederland zou uitkomen op het Eurovisiesongfestival 2016. Met het nummer wist Douwe Bob de finale te halen waarin hij eindigde op een elfde plek.
Zelf verklaarde Douwe Bob dat "waar de 'fool bar' is, daar ben ik". Hij gebruikt 'fool bar' als metafoor voor een plek waar je jezelf kunt zijn. Een toevluchtsoord waar je op adem kunt komen en je hart kunt uitstorten. Waar je je verhaal kwijt kan, ook als alles tegen zit. Er is een echte 'fool bar' in het huis van Douwe Bob waar hij sessies houdt voor fans, vrienden en bevriende artiesten.
De inspiratie voor de nummers, die geschreven zijn door Douwe Bob zelf, JP Hoekstra en Matthijs van Duijvenbode, werden gevonden in het Spaanse Jimena de la Frontera, de Portugese hoofdstad Lissabon en de Zweedse provincie Värmland.

## Tracklist

### Standaardeditie
1. "Slow down" – 2:46
2. "How lucky we are" – 3:17
3. "History" – 3:03
4. "Settle down" – 4:21
5. "It ain't easy" – 3:06
6. "Get real" – 3:36
7. "Jacob's song" – 5:19
8. "Cynic" – 4:21
9. "A damn good time" – 2:28
10. "Take it off" – 4:04
11. "Black Jolene" – 3:13
12. "Love on the rocks" – 4:28

Bonustrack (CD)
1. "Wrote a song for you" – 2:43

## Hitnotering
| "Fool bar" in de Album Top 100 Hitnotering (week 1 t/m 29): 14-05-2016 t/m 26-11-2016 Hitnotering (week 30 t/m 33): 24-12-2016 t/m 14-01-2017 | "Fool bar" in de Album Top 100 Hitnotering (week 1 t/m 29): 14-05-2016 t/m 26-11-2016 Hitnotering (week 30 t/m 33): 24-12-2016 t/m 14-01-2017 | "Fool bar" in de Album Top 100 Hitnotering (week 1 t/m 29): 14-05-2016 t/m 26-11-2016 Hitnotering (week 30 t/m 33): 24-12-2016 t/m 14-01-2017 | "Fool bar" in de Album Top 100 Hitnotering (week 1 t/m 29): 14-05-2016 t/m 26-11-2016 Hitnotering (week 30 t/m 33): 24-12-2016 t/m 14-01-2017 | "Fool bar" in de Album Top 100 Hitnotering (week 1 t/m 29): 14-05-2016 t/m 26-11-2016 Hitnotering (week 30 t/m 33): 24-12-2016 t/m 14-01-2017 | "Fool bar" in de Album Top 100 Hitnotering (week 1 t/m 29): 14-05-2016 t/m 26-11-2016 Hitnotering (week 30 t/m 33): 24-12-2016 t/m 14-01-2017 | "Fool bar" in de Album Top 100 Hitnotering (week 1 t/m 29): 14-05-2016 t/m 26-11-2016 Hitnotering (week 30 t/m 33): 24-12-2016 t/m 14-01-2017 | "Fool bar" in de Album Top 100 Hitnotering (week 1 t/m 29): 14-05-2016 t/m 26-11-2016 Hitnotering (week 30 t/m 33): 24-12-2016 t/m 14-01-2017 | "Fool bar" in de Album Top 100 Hitnotering (week 1 t/m 29): 14-05-2016 t/m 26-11-2016 Hitnotering (week 30 t/m 33): 24-12-2016 t/m 14-01-2017 | "Fool bar" in de Album Top 100 Hitnotering (week 1 t/m 29): 14-05-2016 t/m 26-11-2016 Hitnotering (week 30 t/m 33): 24-12-2016 t/m 14-01-2017 | "Fool bar" in de Album Top 100 Hitnotering (week 1 t/m 29): 14-05-2016 t/m 26-11-2016 Hitnotering (week 30 t/m 33): 24-12-2016 t/m 14-01-2017 | "Fool bar" in de Album Top 100 Hitnotering (week 1 t/m 29): 14-05-2016 t/m 26-11-2016 Hitnotering (week 30 t/m 33): 24-12-2016 t/m 14-01-2017 | "Fool bar" in de Album Top 100 Hitnotering (week 1 t/m 29): 14-05-2016 t/m 26-11-2016 Hitnotering (week 30 t/m 33): 24-12-2016 t/m 14-01-2017 | "Fool bar" in de Album Top 100 Hitnotering (week 1 t/m 29): 14-05-2016 t/m 26-11-2016 Hitnotering (week 30 t/m 33): 24-12-2016 t/m 14-01-2017 | "Fool bar" in de Album Top 100 Hitnotering (week 1 t/m 29): 14-05-2016 t/m 26-11-2016 Hitnotering (week 30 t/m 33): 24-12-2016 t/m 14-01-2017 | "Fool bar" in de Album Top 100 Hitnotering (week 1 t/m 29): 14-05-2016 t/m 26-11-2016 Hitnotering (week 30 t/m 33): 24-12-2016 t/m 14-01-2017 | "Fool bar" in de Album Top 100 Hitnotering (week 1 t/m 29): 14-05-2016 t/m 26-11-2016 Hitnotering (week 30 t/m 33): 24-12-2016 t/m 14-01-2017 | "Fool bar" in de Album Top 100 Hitnotering (week 1 t/m 29): 14-05-2016 t/m 26-11-2016 Hitnotering (week 30 t/m 33): 24-12-2016 t/m 14-01-2017 | "Fool bar" in de Album Top 100 Hitnotering (week 1 t/m 29): 14-05-2016 t/m 26-11-2016 Hitnotering (week 30 t/m 33): 24-12-2016 t/m 14-01-2017 |
| Week: | 1 | 2 | 3 | 4 | 5 | 6 | 7 | 8 | 9 | 10 | 11 | 12 | 13 | 14 | 15 | 16 | 17 | 18 |
| --- | --- | --- | --- | --- | --- | --- | --- | --- | --- | --- | --- | --- | --- | --- | --- | --- | --- | --- |
| Positie: | 4 | 2 | 6 | 9 | 17 | 23 | 29 | 48 | 27 | 47 | 37 | 36 | 44 | 61 | 82 | 62 | 46 | 61 |
| Week: | 19 | 20 | 21 | 22 | 23 | 24 | 25 | 26 | 27 | 28 | 29 | | 30 | 31 | 32 | 33 | | |
| Positie: | 79 | 74 | 82 | 100 | 97 | 63 | 54 | 62 | 71 | 69 | 97 | uit | 75 | 93 | 58 | 85 | uit | |